# Полікарпенко Володимир Володимирович
Володимир Володимирович Полікарпенко (9 червня 1972, Запоріжжя, Українська РСР, СРСР) — український тріатлоніст. Майстер спорту України міжнародного класу. Срібний призер двох Кубків світу, бронзовий призер чемпіонату Європи (1998). 

## Статистика
Статистика виступів на головних турнірах світового тріатлону:
| Дата              | Назва турніру    | Місце проведення | Місце | Час        | Примітки |
| ----------------- | ---------------- | ---------------- | ----- | ---------- | -------- |
| 16 листопада 1997 | Чемпіонат світу  | Перт             | 24    | 1:51:57    | [ 1 ]    |
| 1997              | Кубок світу      |                  |       |            |          |
| 30 серпня 1998    | Чемпіонат світу  | Лозанна          | 25    | 1:59:37    | [ 2 ]    |
| 4 липня 1998      | Чемпіонат Європи | Фельден          |       | 1:51:10    |          |
| 1998              | Кубок світу      |                  |       |            |          |
| 1999              | Чемпіонат світу  | Монреаль         | 15    | 1:46:31    |          |
| 1999              | Чемпіонат Європи | Фуншал           | 10    | 1:49:51    |          |
| 1999              | Кубок світу      |                  |       |            |          |
| 2000              | Чемпіонат світу  | Перт             | 18    | 1:52:47    |          |
| 17 вересня 2000   | Олімпійські ігри | Афіни            | 15    | 1:49:51,78 | [ 3 ]    |
| 2000              | Кубок світу      |                  |       |            |          |
| 2001              | Чемпіонат світу  | Едмонтон         | 18    | 1:52:34    |          |
| 2001              | Ігри доброї волі | Брисбен          | 10    | 1:50:25,72 |          |
| 2001              | Кубок світу      |                  |       |            |          |
| 2002              | Чемпіонат світу  | Канкун           | 5     | 1:51:36    |          |
| 2002              | Кубок світу      |                  | 10    |            |          |
| 2003              | Кубок світу      |                  | 4     |            |          |
| 26 серпня 2004    | Олімпійські ігри | Афіни            | 30    | 1:57:39,28 | [ 4 ]    |
| 2004              | Чемпіонат світу  | Фуншал           | 34    | 1:44:21    |          |
| 2004              | Чемпіонат Європи | Валенсія         | 16    | 1:49:57    |          |
| 2004              | Кубок світу      |                  |       |            |          |
| 2005              | Чемпіонат світу  | Гамагорі         | 9     | 1:50:43    |          |
| 2005              | Кубок світу      |                  |       |            |          |
| 2006              | Чемпіонат світу  | Лозанна          | 5     | 1:53:04    |          |
| 2006              | Кубок світу      |                  |       | 274 бали   |          |
| 2007              | Кубок світу      |                  | 6     | 214 балів  |          |
| 19 серпня 2008    | Олімпійські ігри | Пекін            | 35    | 1:52:51,74 | [ 5 ]    |
| 2008              | Кубок світу      |                  | 70    | 13 балів   |          |
| 2009              | Світова серія    |                  | 76    | 203 ,fkb   |          |

Кращі виступи на етапах Кубка світу:
| Дата             | Назва турніру    | Етап            | Місце | Час     | Примітки          |
| ---------------- | ---------------- | --------------- | ----- | ------- | ----------------- |
| 8 серпня 1999    | Кубок світу 1999 | Тисауйварош     |       | 1:58:10 |                   |
| 10 жовтня 1999   | Кубок світу 1999 | Канкун          |       | 1:47:48 |                   |
| 28 липня 2002    | Кубок світу 2002 | Тисауйварош     |       | 1:45:32 |                   |
| 21 вересня 2002  | Кубок світу 2002 | Ніцца           |       | 1:49:13 | 10 місце у сезоні |
| 26 квітня 2003   | Кубок світу 2003 | Сент-Пітерсберг |       | 1:45:16 |                   |
| 3 серпня 2003    | Кубок світу 2003 | Тисауйварош     |       | 1:46:28 |                   |
| 12 вересня 2003  | Кубок світу 2003 | Ніцца           |       | 1:50:03 |                   |
| 21 вересня 2003  | Кубок світу 2003 | Мадрид          |       | 1:50:04 |                   |
| 2 листопада 2003 | Кубок світу 2003 | Канкун          |       | 1:54:39 |                   |
| 9 листопада 2003 | Кубок світу 2003 | Ріо-де-Жанейро  |       | 1:46:49 | 4 місце у сезоні  |
| 1 серпня 2004    | Кубок світу 2004 | Тисауйварош     |       | 1:42:45 |                   |
| 5 вересня 2004   | Кубок світу 2004 | Гамбург         |       | 1:47:58 |                   |
| 19 вересня 2004  | Кубок світу 2004 | Мадрид          |       | 1:55:07 | місце у сезоні    |
| 5 червня 2005    | Кубок світу 2005 | Мадрид          |       | 1:55:30 |                   |
| 3 березня 2006   | Кубок світу 2006 | Доха            |       | 1:51:27 |                   |
| 10 березня 2006  | Кубок світу 2006 | Акаба           |       | 1:47:33 |                   |
| 5 листопада 2006 | Кубок світу 2006 | Канкун          |       | 1:51:27 | місце у сезоні    |
| 13 травня 2007   | Кубок світу 2007 | Ричардс-Бей     |       | 1:52:56 |                   |
| 4 листопада 2007 | Кубок світу 2007 | Канкун          |       | 1:51:27 |                   |
| 1 грудня 2007    | Кубок світу 2007 | Ейлат           |       | 1:50:32 | 6 місце у сезоні  |